# Østlig rød spyttekobra
Østlig rød spyttekobra (Naja pallida) er en giftig slange, der hører til slægten Naja, der er en del af familien giftsnoge.
Den østlige røde spyttekobra er lyserød til rød med et bredt sort bånd omkring halsen, den har et lille afrundet hoved og store øjne med runde pupiller, en sort tåreformet plet findes ofte under hvert øje. 
De rødeste af disse slanger kommer fra halvørkenen i Kenya og Sudan, hvor jorden ofte er rød. Eksemplarer fra længere mod nord i Egypten er brune.